# Barb Moxness
Barbara Moxness (Montevideo) is een Amerikaanse golfprofessional en -schrijver. Ze debuteerde in 2000 op de Legends Tour. Ze golfde ook enkele jaren op de LPGA Tour.

## Loopbaan
In 1978 werd Moxness een golfprofessional en ze maakte meteen haar debuut op de LPGA Tour. Ze speelde enkele seizoenen op de LPGA, maar boekte geen successen.
In 2000 maakte Moxness haar debuut op de Legends Tour. Vier jaar later, in 2004, behaalde ze haar eerste zege door de Buehler Classic te winnen. In juni 2014 behaalde ze haar tweede zege door de Judson Collegiate & Legends Pro-Am Challenge te winnen. Ze won de play-off van titelverdedigster Alicia Dibos.
In januari 2014 bracht Moxness met "Golf From the Inside Out" een boek uit over golftips en de belevenissen van het golfsport.

## Erelijst

### Amateur
- 1970: Minnesota State Girls’ Junior Championship

### Professional
Legends Tour
- 2004: Buehler Classic
- 2014: Judson Collegiate & Legends Pro-Am Challenge